# シュートボクシング
シュートボクシングは、キックボクシングの技に加え、投げ技、立った状態での関節技を認める立ち技格闘技および同競技の興行名。1985年にシーザー武志によって創設。興行としてはSHOOT BOXING（略称、SB）と英字表記している。

## 歴史
元日本キックボクシング協会のミドル級・ウェルター級の王者であったシーザー武志によって1985年に創立される（協会発足は1986年、後の自民党総務会長で近未来政治研究会旗揚げに参加する深谷隆司が初代コミッショナー）。
1980年代中期に当時一大ムーブメントを起こした前田日明、佐山聡、高田延彦、藤原喜明らの第1次UWFおよび佐山を通じて知り合った「プロレスの神様」ことカール・ゴッチから啓発を受けて、スタンド状態における「打つ・蹴る・投げる・極める」を認めたルール、ロングスパッツとレガースの着用を考案した。UWFとリンクした独特かつ斬新な格闘技スタイルでプロレスファンの注目を集めることに成功した。
創立当初より解散した日本女子キックボクシング協会から「仁あきら」らを受け入れて女子の公式試合も組み入れており、1998年には日本格闘技界としては初の女子限定興行を開催した。
公式サイトでは「立ち技総合格闘技（スタンディング・ヴァーリトゥード：Standing Vale Tudo）」を謳っている。この表現は総合格闘技が一般層に浸透しつつあった2000年ごろから使用している。類似の格闘技としてロシアのドラッカや中国の散打がある。

## 名称
シーザー武志は名称を「シューティングボクシング」にしようとしていたが、親交のあった佐山から「（現在進行形の）ingがふたつ付くと変だ」というアドバイスを受けて、「シュートボクシング」という名称に落ち着いた。
シュートボクシング創設と前後して誕生した佐山のシューティング（修斗）からヒントを得たこともあるが、シューティングの名の由来となったシュート（真剣勝負）を目指す立ち技格闘技という意味も込めている。
散打との交流戦が2000年ごろより継続していることから、中国語ウェブサイトなどでは「自由搏撃」や「日本自由搏撃（日式自由搏撃）」といった意訳の名称で紹介されてきた。一方で、総合格闘技も「自由搏撃」と紹介されることがあり、両者の違いを明確に区別しないまま混同している場合もある。シュートボクシングに似た発音の「修搏（Xiu bo）」という表記でも紹介されている。

## 試合形式

### アマチュア・シュートボクシング

#### 海外初のシュートボクシングアマチュア大会
2007年9月8日、ブラジル・サンパウロにて海外初となる第1回ブラジルアマチュア大会が開催された。主催はシュートボクシング参戦経験のあるマルフィオ・カノレッティが所属する拳エンターテイメント。

### プロ・シュートボクシング
2006年3月25日開催の「NEO ΟΡΘΡΟΖ Series 2nd」より以下のように制定。
スターティングクラス
2分×3ラウンド
フレッシュマンクラスルール
3分×3ラウンド
エキスパートクラスルール
3分×5ラウンド（肘打ち有り）

#### 他大会におけるSB提供試合のルール
これまでに格闘技・プロレスの各大会でSB提供試合が行われており、時として特別ルールを制定している。
真撃 (ZERO-ONE)
5分・4分・3分の3R制特別ルール
ZERO-ONE主催大会「FIGHTING ATHLETES ZERO-ONE "真撃 第1章"」にて前田辰也 vs. カチャスック・ジャンボジムがシュートボクシング提供試合として行われた。5分・4分・3分の3R制特別ルールであった。
IKUSA
SB公式戦IKUSA特別ルール3分3R(延長2R)
試合時間・ラウンド数の変更および肘打ち攻撃が禁止されていた。
2004年1月24日に開催された「IKUSA 5 〜乱〜MONKEY MAGIC」における宍戸大樹 vs. 裕樹、阿部裕幸 vs. DAVIDに適用された。なお、IKUSAではSB公式戦も組まれている（2003年8月3日に開催された「IKUSA4 〜FIREWORKS〜」の土井広之 vs. キース・"ハマー"・ネズビット、2004年8月3日に開催された「IKUSA YOUNG GUNNERS 3」の歌川暁文 vs. シャノン・"F16"・フォレスターなど）。
ZST
SB-Xルール
ZSTで適用される独自のSBルール。有効技や反則技など基本的なルールはシュートボクシング公式ルールと同様ながらも、ラウンド数が「3分2R、延長無し」、「ダウンやキャッチによるポイント差がない場合は全てドロー」という内容。2008年1月にシュートボクシングとZSTの業務提携が発表され、2月24日開催のZST.16より同ルールに準じた試合が行われている。
なお、シュートボクシング協会と業務提携中のJEWELSで行われるSBルールマッチはSB公式ルールに準じている。

#### 類似ルール
X-PLOSION
X-ルール
オーストラリアで開催される格闘技大会X-PLOSIONではXルールなるミックスルールが存在する。1R目はスタンドの打撃限定のルール（3分）、2Rはシュートボクシングに非常に似た打撃と投げが有効なルール（4分）、3Rは打撃・投げ・グランドが認められるルール（5分）というものである。過去にX-PLOSIONにSBの選手が参戦したことはあったが、特にSBとX-PLOSIONで業務提携等を結んだから生まれたルールというわけではなく、打撃と組技の折衷案として偶然生まれたルールのようである。
MARS
MARSブラスターバウト・ルール
総合格闘技興行「MARS」にてかつて採用されていた立技ルール。ルールはほぼシュートボクシングに似ているが、大きな違いは通常のボクシンググローブではなくオープンフィンガーグローブを着用して試合を行うことである。その他の相違点は以下のようになっている。
- SBで言うところのキャッチ状態で倒れこんだ場合、技が外れるか相手がギブアップするまで試合は続行。
- キャッチ状態で相手がギブアップ、タップ（マットか相手の体を3回以上叩く）で一本勝ち扱い。失神などにより戦闘不能となった場合はKO勝ち。
- シュートポイントに相当するものが存在せず、投げ技が効果的に決まった場合は判定の際の判断材料に。
- 投げ技を狙っての相手への懐へのタックルは不可。

## 選手の服装について

### アマチュア・シュートボクシング
ヘッドギア・ニーパッド・レッグガード・Tシャツ（またはラッシュガード）・スパッツを着用。大会によっては、キックパンツやコンバットショーツの着用が認められている。
ライトアマチュアでは面つきヘッドギア・ニーパッド・レッグガード・Tシャツ（またはラッシュガード・胴プロテクターを着用。

### プロ・シュートボクシング
プロシュートボクサーの代名詞といわれるのがそのコスチュームである「ロングスパッツ」と「レガース」で、シュートボクサーのほぼ全てがロングスパッツを着用し、他団体から参戦する選手もロングスパッツ着用もしくはスパッツにレガースのいでたちとなることも多々ある。また、以前はフレッシュマンクラスルールでは肘保護のためにニーパッドを着用していた。ちなみにSBのリングでは必ずしも着用して試合を行わなければいけないわけではなく、例えば、SBフェザー級の歌川暁文はSBでのプロデビュー以降、しばらくの間はSBのリングではキックパンツもしくはショートスパッツ＋レガースであった。

#### ロングスパッツについて
シーザー武志はインタビュー等でロングスパッツ着用の理由として「生足で蹴ることに抵抗を覚えたため、ロングスパッツにレガースのコスチュームを思いついた」や「ロングスパッツを履くと脚のシルエットが美しく見えるため（逆に言えば、筋肉のついていない脚であるとロングスパッツが美しく見えない）」というように答えている。
着用理由は上述のいずれにも当てはまると思われるが、やはり新格闘技の印象を持たせるためのイメージ戦略と考えられる。また、シーザー武志と密接な関係にあった第1次UWFではスーパータイガー（佐山聡）と山崎一夫や、初期の修斗でもロングスパッツとレガースを着用しており、当時ロングスパッツとレガースは格闘技の新ファッションであった。

##### SB選手のK-1におけるロングスパッツ着用について
K-1旗揚げ以来、参戦の機会が比較的多いシュートボクシングの選手はロングスパッツ着用で試合に臨んでいたが、2008年10月1日開催のK-1 WORLD MAX 2008 World Championship Tournament FINALよりシュートボクサーのトレードマークと言えるロングスパッツの着用が原則禁止となった。スキーやバイクレースのウエアに使用され始めたイギリスのD3O® lab社が開発した衝撃吸収素材D3O®（ディー・スリー・オー）が、K-1でも使用される恐れがあると判断されたためである。
このため、K-1 WORLD MAXトーナメント常連のアンディ・サワーは同年のトーナメントを準々決勝（vs. マイク・ザンビディス）ではロングスパッツを着用していたが、準決勝（vs. アルトゥール・キシェンコ）はキックパンツを着用することとなった（翌年2009年のトーナメントは決勝まですべてキックパンツを着用していた）。ただ、例外的に魔裟斗の引退試合となったDynamite!! 〜勇気のチカラ2009〜の魔裟斗vsアンディ・サワーではロングスパッツの材質を厳密にチェックした上での着用が許可された。なお、IT'S SHOWTIMEなどの興行ではロングスパッツ着用がK-1ほど厳しく制限されていない模様で、サワーは基本的にはロングスパッツ着用で試合に臨むことがほとんどである。ちなみに2003年11月18日開催のK-1 WORLD MAX 2003 世界王者対抗戦でダニエル・ドーソンが小次郎と対戦した際には、シュートボクシング代表を意識してかロングスパッツを着用している。

##### SB選手の総合格闘技参戦におけるロングスパッツ着用について
シュートボクシング現役選手でこれまで総合格闘技に挑戦したのは緒形健一・前田辰也・崎村暁東・RENAのみである。
緒形はこれまで総合格闘技を2戦経験しているが、その際のコスチュームはいずれもショートスパッツであった。一方、前田はロングスパッツ着用で試合に臨んだ。
SB現役選手の総合格闘技参戦自体2003年以降皆無であったが、2011年7月に崎村暁東がDEEP CAGE IMPACT 2011 in Nagoyaで総合格闘技に挑戦した。崎村はコンバットショーツを着用しての参戦であった。
ロングスパッツを着用して総合格闘技に挑んだのは後にも先にも前田辰也ただ一人である。
なお、前田は2000年10月22日に開催された「サムライ」にも参戦しており、やはりロングスパッツを着用している。同大会のルールは1Rは投げが認められるキックルール、2Rはオープンフィンガーグローブを着用する総合ルール、で構成されるミックスルールであった。

#### レガースについて
レガース（脛当て）はレオタード用ストレッチ生地にウレタン等の緩衝材を仕込んだ革を縫い付けたもの。初期はUWF系プロレスラーが着用するの物と同じタイプであった。ロングスパッツ同様に着用義務はなく、吉鷹弘やアンディ・サワーのようにロングスパッツのみ着用してレガースを履かない選手もいるが、ショートスパッツでレガース着用という場合もある。
プロレス用レガースも参照。

## 階級について

### アマチュア・シュートボクシング
おおむね「軽量級」「中量級」「重量級」というように大まかな区分で階級分けを行うことが多い。ボクシング、キックボクシングよりも後発の格闘技であるが、アマチュアを確立させた功績は大きい。基本的に参戦は自由なため、キックボクシング、空手、その他の格闘技選手、経験者の参戦も多い。アマチュアで実績をあげないと基本的にプロになれない等、登竜門としての意味合いも強い。

### プロ・シュートボクシング
旗揚げ当初から階級名には鳥の名前を冠した独得の名称が使われていた。シュートボクシング独自のカラーを打ち出そうとしたのと同時に、「鳥のように羽ばたく」という願いを込めていたためといわれている。
2001年11月20日開催の大会「Be a Champ 4th.stage」より階級名称をボクシング階級と同じものに変更。中国散打と交流を持つようになった背景から、国際式ボクシングもしくはキックボクシングなどの階級に合わせたと言われている。この変更では、ほとんどの階級は単に名称が変わっただけだが、スパロー級はフライ級とバンタム級に、スーパーイーグル級はヘビー級とスーパーヘビー級に分割された。
| 階級名称                                   | 体重     |
| ------------------------------------------ | -------- |
| スーパーイーグル級                         | 80kg以上 |
| イーグル級                                 | 80kg以下 |
| ホーク級                                   | 75kg以下 |
| ジュニアホーク級                           | 72kg以下 |
| ファルコン級                               | 70kg以下 |
| スーパーシーガル級（ジュニアファルコン級） | 67kg以下 |
| シーガル級                                 | 65kg以下 |
| ジュニアシーガル級                         | 62kg以下 |
| カーディナル級                             | 60kg以下 |
| ジュニアカーディナル級                     | 57kg以下 |
| オウル級                                   | 55kg以下 |
| スパロー級                                 | 52kg以下 |
| ジュニアスパロー級                         | 47kg以下 |

（全13階級）
| 階級名称             | 体重     |
| -------------------- | -------- |
| スーパーヘビー級     | 90kg以上 |
| ヘビー級             | 90kg以下 |
| ライトヘビー級       | 80kg以下 |
| スーパーミドル級     | 75kg以下 |
| ミドル級             | 72kg以下 |
| スーパーウェルター級 | 70kg以下 |
| ウェルター級         | 67kg以下 |
| スーパーライト級     | 65kg以下 |
| ライト級             | 62kg以下 |
| スーパーフェザー級   | 60kg以下 |
| フェザー級           | 57kg以下 |
| スーパーバンタム級   | 55kg以下 |
| バンタム級           | 52kg以下 |
| フライ級             | 50kg以下 |
| ミニマム級           | 47kg以下 |

（全15階級）

## 採点方法
以下、シュートボクシング公式サイトより抜粋
- パンチ・キック・膝蹴り等の打撃や、背負い投げ・スープレックス等の投げ、アームロック・チョークスリーパー等の立ち関節の有効技により、的確かつ有効な攻撃が認められ、相応のダメージを与えたかどうかを判定する。
- 採点の優先順位は、1.ダウン数・シュートポイント・キャッチポイント、2.相手に与えたダメージの度合い、3.クリーンヒットの数、4.アグレッシブ度（攻勢点）の順とし、優勢の方の選手を常に10点として劣勢の選手から減点していく採点方法を取る。ただし、ポイント差の最大幅は10対6の4ポイントまでとし、これ以上のシュートまたは、キャッチポイントによるポイント差はつかないものとする。
- 採点基準は以下に準ずる
  - 後方への投げ技によるダウン 4P
  - 前方への投げ技によるダウン 3P
  - 打撃によるダウン・レフェリーより「シュート」コールのあった、背面への投技 2P
  - ラウンドの優勢点・レフェリーより「シュート」コールのあった、前面への投技 1P
  - ラウンドの優勢点・レフェリーより「キャッチ」コールのあった、立ち関節技 1P
  - 反則による減点
- シュートポイントとは、投げられる側の両足が完全にマットから離れ、投手の腰よりも高い位置を通過して背面からマットに着く、前・後方への投技に対しレフェリーが「シュート」コールをした場合に与えられるポイントをいう。ただしタックルからの投技に関しては、一旦、投げ手が投げられる側の腰を自分の胸よりも上部に位置するまで抱え上げ、その状態から相手の背面がマットにつくように落とす、前・後方への投技に対し、レフェリーが「シュート」コールをした場合のみをポイントとする。
- キャッチポイントとは、両選手の腕または膝など、両足の裏以外の部分がマットについていない状態での関節技に対し、レフェリーが完全に極まった状態にあると判断し「キャッチ」コールをした場合に与えられるポイントをいう。
- 本戦5ラウンドで決着がつかず、延長ラウンドを行った場合、その採点方法は全ラウンドを通しての合計点ではなく、延長の各ラウンド毎の採点によって行う。

## 反則
試合においては以下の技を反則とし、反則には注意、警告または減点が与えられる。最初のみ注意2回で警告とし減点1となるが、以後は即警告が与えられる。警告1で減点1とし、1ラウンド中に減点が3になると失格となる。ただし、反則に関して、審判員が不可抗力であると判断した場合は、この限りではない。
- 頭突きによる攻撃
- 下腹部（金的）への攻撃はローブローとして反則を取る
- サミング及び相手に噛み付くこと
- 倒れた相手、起き上がろうとしている相手に攻撃すること
- 主審のブレイクが、かかったにもかかわらず相手を攻撃すること
- 攻撃であれ、防御であれ、ロープを掴むこと
- 相手、または主審に対する、侮辱的、あるいは攻撃的言動
- 故意による後頭部（頭の真後ろの部分、耳の周りは後頭部とはみなさない）への攻撃
- 技を防御する際に、座り込む等、故意にマットに手や膝をつく等の行為。
- 故意に相手をリング外へ転落させようとする等の行為
- その他ルールによって認められていない行為

## 大会

### アマチュア大会
- ヤングシーザー杯　花やしき - 東京大会
- Young Caesars Cup CENTRAL - 名古屋大会
- ヤングシーザー杯 OSAKA - 大阪大会

### プロ大会
- act シリーズ
- S-cup シリーズ
- 特別大会

### 特別大会

#### GROUND ZEROシリーズ
「S-cup」とは異なり、もっぱらワンマッチのカードで構成される大会。シュートボクシングルールやキックルールなど立ち技に限定した試合に限らずに異種格闘技戦や総合格闘技の試合なども組むなど、実験的な要素が含まれている。
- SHOOTFIGHTING CARNIVAL GROUND ZERO YOKOHAMA 〜格闘祭〜（1996年1月27日）

「GROUND ZERO」シリーズの第1弾興行。吉鷹弘の長期欠場からの復帰戦、安生vsギブソン、村濱vsチャモアペットが話題になる。
- GROUND ZERO TOKYO（1998年11月14日）

「キック団体対抗戦」および「対ムエタイ」が主軸となった興行。また、団体対抗戦では現在では考えられないようなカードが組まれている。
- 福岡市児童福祉チャリティ SHOOT BOXING 2005 GROUND ZERO FUKUOKA（2005年1月23日）

7年ぶりとなる「GROUND ZERO」シリーズの福岡大会。総合マッチが2試合組まれた他、佐藤ルミナ・植松直哉の総合エキシビションマッチ、「博多男」こと中野巽耀、PRIDEの常連松井大二郎、K-1ファイターのノブ・ハヤシの参戦が話題を呼んだ。
- 国連支援児童福祉・ガン難民救済チャリティーイベント SHOOTBOXING BATTLE SUMMIT GROUND ZERO TOKYO 2007（2007年10月28日）

大会としては2年ぶり、東京開催としては9年ぶり2度目となる大会。かつてのエース・村浜のSB復帰戦、修斗デビュー前にSBの練習生であった桜井"マッハ"速人の参戦、ギルバート・アイブル vs. 桜木裕司のヘビー級マッチ、アンディ・サワー vs. アンディ・オロゴンの「アンディ」対決などの豪華カードが組まれる。
なお、当初は緒形健一 vs. アルバート・クラウス、菊池浩一 vs. マルフィオ・カノレッティ、桜井"マッハ"速人 vs. アリ・イブラヒムというカードであったが、緒形 vs. クラウス戦はクラウスの負傷欠場により緒形 vs. ブライアン・ロアニュー戦に変更、菊池 vs. カノレッティ戦はカノレッティが日本渡航前に交通事故に遭ったために消滅、桜井 vs. イブラヒム戦はイブラヒムのビザ発行トラブルにより桜井 vs. ヤニ・ラックスに変更となった。

#### SHOOT THE SHOOTOシリーズ
- RKS Presents Shoot the Shooto XX（1998年4月26日）

シュートボクシングと修斗の初合同興行。吉鷹弘はこの大会のデッカー戦の試合終了後に引退を表明。修斗公式戦ではアレッシャンドリ・フランカ・ノゲイラはこれが日本における最初の試合であり、それまで無敗を誇っていた朝日昇をノゲイラの代名詞である「ギロチンチョーク」で破ったことで衝撃の日本デビューを果たした。また、中野 vs. ヤーブロー戦はヤーブローが前代未聞の「窒息TKO」で勝利。なお、SBと修斗の合同興行は以降行われていない（ただし、修斗選手は時々SBの大会に出場している）。
2011年4月29日に東京・TDCホールにて開催された修斗興行「修斗伝承2011」にて13年ぶりとなる合同興行の開催が発表された。開催日程は2011年11月5日・6日。

## タイトル認定団体
シュートボクシングにおける世界タイトル認定団体は世界シュートボクシング協会のみである。
- 世界シュートボクシング協会 (World Shoot Boxing Association / WSBA)

## 認定ジム

### シュートボクシング協会直営ジム
- シーザージム
- シーザージム新小岩
- シーザージム渋谷

### 国内加盟ジム
- 湘南ジム
- 風吹ジム
- 寝屋川ジム
- 龍生塾〔本部〕
- 龍生塾 東海支部 TOKAI GYM
- 龍生塾 箕面支部 川上道場
- 龍生塾 東淀川支部　ファントム道場
- 立志會館〔本部〕
- 立志會館 堺道場
- グラップリングシュートボクサーズ名古屋〔本部〕
- グラップリングシュートボクサーズ多治見
- グラップリングシュートボクサーズ豊橋
- グラップリングシュートボクサーズ豊橋　岩田ジム
- ストライキングジムAres〔本部〕
- ストライキングジムAres 豊橋ジム
- ストライキングジムAres 東脇ジム
- 福知山ジム
- キャピタルレイズ fightingGlaNz

### 国内準加盟ジム
- 秀晃道場〔本部〕
- 秀晃道場 福島支部
- 秀晃道場 七ヶ浜支部
- 秀晃道場 仙台支部
- インスパイアS
- RAHU SPORTS GYM
- シーザー力道場
- シュートボクシング摂津 富田ジム
- 志真會館
- TEAM F.O.D

### 海外支部
- 香港支部 - Hong Kong Shoot Boxing Assiocation
- オランダ支部
- フランス支部
- オーストラリア支部
- アメリカ合衆国支部
- 韓国支部
- ブラジル支部

## テレビ放映
現在（2017年4月時点）では、地上波では千葉テレビ放送で『ART OF FIGHT SHOOT BOXING』として、最新の大会を放送している（毎月第4水曜に、当月に開催された大会のダイジェストを放送）。CS局では、FIGHTING TV サムライとEXスポーツで大会が放映されており、前者は最新の大会を放映（こちらも、概ね大会開催の数週間後〜1か月後に放映）、後者は過去10年内の大会と最新の試合を放映（2008年以前の大会は後述のJ SPORTSで放映されたもの）。
過去には2008年までCS局のJ SPORTSで最新の大会を放映していた。2009年分の大会は実質的にどのCS局でも放映されていないが、DMM.comで購入視聴可能である。
2013年より主要大会をBSフジで録画放送。
なお、シュートボクシングの大会は過去に何回か地上波で放送もされている。
TBS系列のスポーツバラエティ番組「炎の体育会TV」にて対決種目の一つとされており、今田耕司などが挑戦している。

### 大会中継
かつては独自の動画配信サイト「MOVIE COMPLEX」にて有料配信をしていたが、2018年限りで終了。
2019年2月11日に開催された SHOOT BOXING 2019 act.1より、ABEMA（当時AbemaTV）格闘チャンネルにて生中継、大会終了後も期間限定で無料配信をしていた。
2023年2月12日のSHOOT BOXING 2023 act.1よりU-NEXTにて有料配信を開始。